# HD 181068
HD 181068 är en trippelstjärna belägen i den mellersta delen av stjärnbilden Lyran. Den har en kombinerad skenbar magnitud av ca 7,09 och kräver åtminstone en handkikare för att kunna observeras. Baserat på parallaxmätning inom Hipparcosuppdraget på ca 4,0 mas, beräknas den befinna sig på ett avstånd på ca 810 ljusår (ca 250 parsek) från solen. Den rör sig bort från solen med en heliocentrisk radialhastighet på ca 6 km/s.

## Egenskaper
Primärstjärnan HD 181068 A är en gul till vit jättestjärna av spektralklass G8 III, som har förbrukat förrådet av väte i dess kärna och utvecklats bort från huvudserien. Den har en massa som är ca 3 solmassor, en radie som är ca 12,5 solradier och har ca 93 gånger solens utstrålning av energi från dess fotosfär vid en effektiv temperatur av ca 5 100 K. Stjärnan är ovanlig genom att den inte uppvisar inre seismiska svängningar som observerats i andra jättar av denna typ, även om tidvattenkrafter från det tätare paret eventuellt kan orsaka annan variation i systemets ljuskurvan.
HD 181068 A har två följeslagare, betecknade HD 181068 Ba respektive HD 181068 Bb, som är stjärnor i huvudserien av spektralklass G8 V respektive K1 V. De befinner sig i en nära omloppsbana med en omloppsperiod av 0,906 dygn (ca 21,7 timmar), medan de kretsar kring HD 181068 A med en period av 45,5 dygn. Alla tre stjärnorna har liknande ytljusstyrka och färg, så när de två följeslagarna förmörkar primärstjärnan är ljusstyrkan mycket liten och svår att upptäcka. Normala förmörkelsevariabler har två komponenter som passerar framför varandra, men i HD 181068 kretsar alla tre komponenterna framför varandra på ett sådant sätt att de  bildar ett sällsynt trippelförmörkelsessystem.